# Eurycletodes (Oligocletodes) major
Eurycletodes (Oligocletodes) major is een eenoogkreeftjessoort uit de familie van de Argestidae. De wetenschappelijke naam van de soort werd in 1909 voor het eerst geldig gepubliceerd door Georg Ossian Sars.